# Alexander Abusch
Alexander Abusch (14. února 1902 Krakov – 27. ledna 1982 Východní Berlín) byl německý publicista, literární kritik a politik.
Od roku 1956 byl v ústředním výboru Sjednocené socialistické strany Německa. V letech 1958 - 1961 se dostal do vlády Německé demokratické republiky jako ministr kultury. Později se stal náměstkem předsedy státní rady NDR (1961–1971).

## Dílo
- ABUSCH, Alexander. Humanismus und Realismus in der Literatur. (Reclam Bibliothek)